# Conure de Ridgway
Psittacara strenuus
Espèce
Synonymes
- Aratinga holochlora strenua

Statut CITES
La Conure de Ridgway  (Psittacara strenuus, anciennement Aratinga strenua) est une espèce d'oiseaux appartenant à la famille des Psittacidae.

## Description
Avec son plumage vert, cet oiseau ressemble beaucoup à la Conure verte (Psittacara holochlora) dont elle a été longtemps considérée comme une simple sous-espèce.

## Taxinomie
Suivant une étude phylogénique de Remsen et al. (2013), le genre Aratinga est entièrement redéfini pour être monophylétique. Le Congrès ornithologique international répercute ces changements dans sa classification de référence version 3.5 (2013), et la Conure de Ridgway est déplacée vers le genre Psittacara.